# Call of the Wild (Ted Nugent & the Amboy Dukes)
| Recensione | Giudizio |
| ---------- | -------- |
| AllMusic   | [ 2 ]    |

Call of the Wild è un album a nome di Ted Nugent and The Amboy Dukes, pubblicato dalla Discreet Records nel febbraio del 1974. Il disco fu registrato nei mesi di giugno e luglio del 1973 allo Sleepy Hollow Studios di Ithica, New York (Stati Uniti) e mixato all'Hit Factory di New York City.

## Tracce
Brani composti da Ted Nugent, tranne dove indicato
Lato A
1. Call of the Wild – 4:46
2. Sweet Revenge – 4:03
3. Pony Express – 5:18
4. Ain't It the Truth – 4:54 (Ted Nugent, Rob Grange)

Lato B
1. Renegade – 3:34 (Rob Grange)
2. Rot Gut – 2:42 (Ted Nugent, Rob Grange, Gabe Magno, Vic Mastrianni)
3. Below the Belt – 7:02
4. Cannon Balls – 5:42

## Musicisti
- Ted Nugent - chitarra, voce, percussioni, arrangiamenti
- Andy Jezowski - voce
- Gabe Magno - tastiere, flauto
- Rob Grange - basso, voce, arrangiamenti
- Vic Mastrianni - batteria, voce